# Gary Pickford-Hopkins
Gary Pickford-Hopkins (Londra, 9 febbraio 1948 – Londra, 22 giugno 2013) è stato un cantante britannico.
Fu il vocalist del gruppo storico rock degli Wild Turkey, contribuendo alla stesura dei primi tre album. Nel 1973 inizia una collaborazione con Chick Churchill, e negli anni successivi con Rick Wakeman.

## Album da solista
- Why?, 1986
- The Stradey Song, 1988
- GPH, 2003